# Cerámico

Plano del Cerámico exterior En amarillo la muralla y las puertas del período clásico.

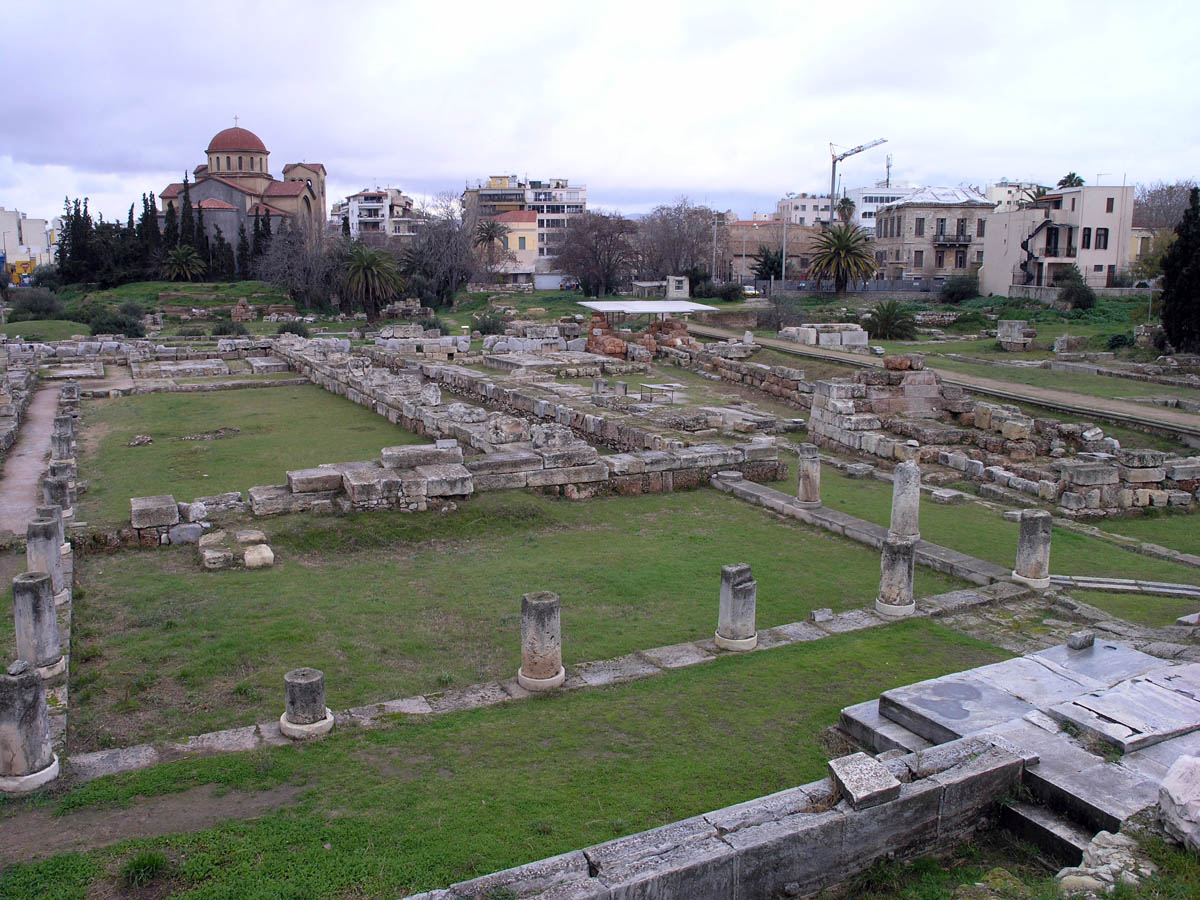
Vista general del Cerámico interior desde los propileos del Pompeion hacia el noroeste.

El Cerámico (en griego, Κεραμεικός, Kerameikos) es el nombre de un demo, barrio de los alfareros de la antigua Atenas, al noroeste de la Acrópolis.
Según Heródoto, su nombre proviene del griego κέραμος keramos, tierra cocida. Para Pausanias, el nombre proviene más bien de Céramo, hijo de Ariadna y de Dioniso.

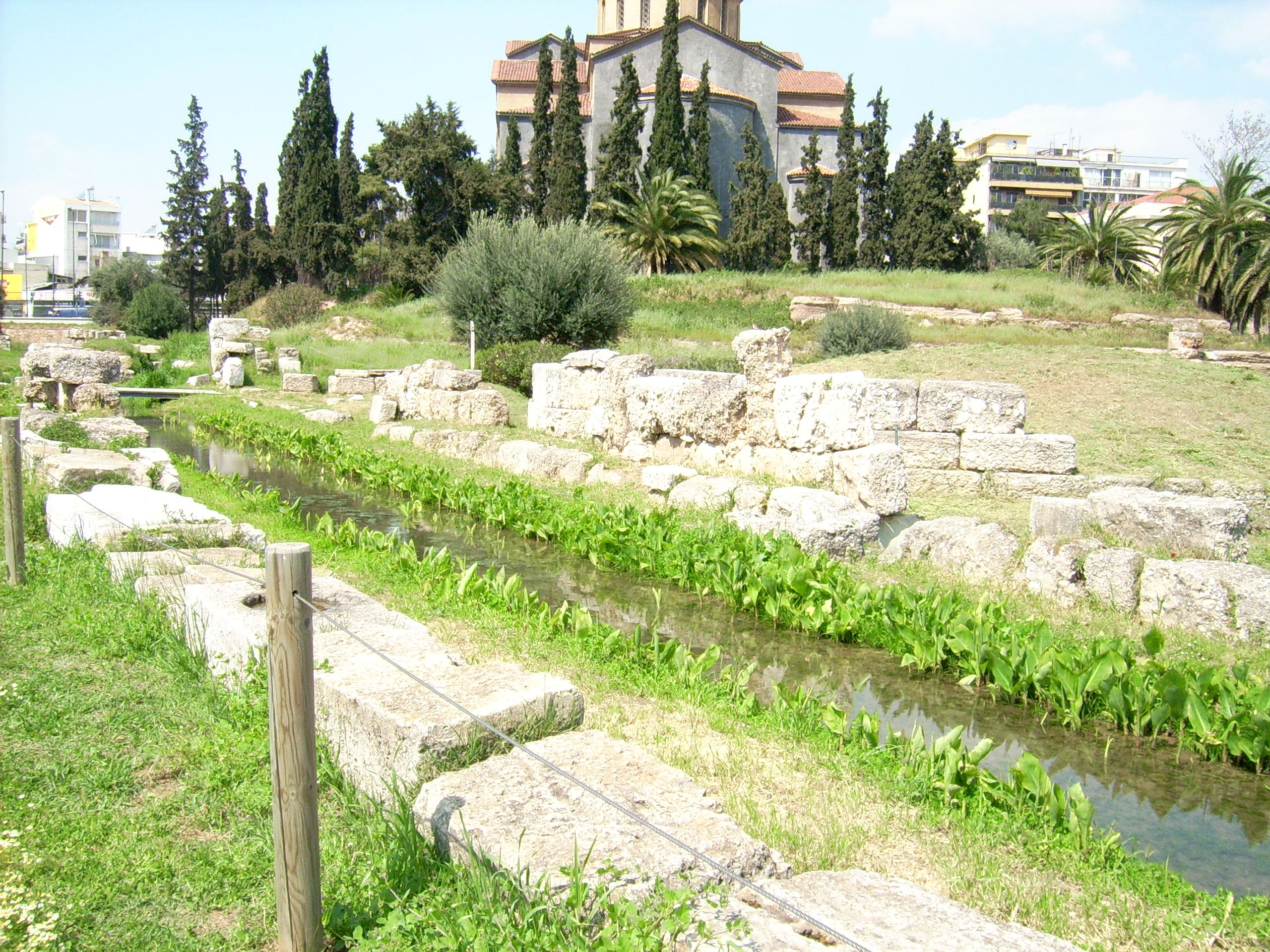
El Erídano en marzo de 2008.

Los alfareros se establecieron en el Kerameikos por los depósitos de arcilla del Eridanos, el estrecho río que atravesaba hasta 2011 el lugar. Las zonas del Kerameikos próximas a la orilla del río sufrían continuamente sus desbordamientos, por lo que fue convertido en un cementerio, que gradualmente llegó a ser el más importante de la antigua Atenas.

## Descripción

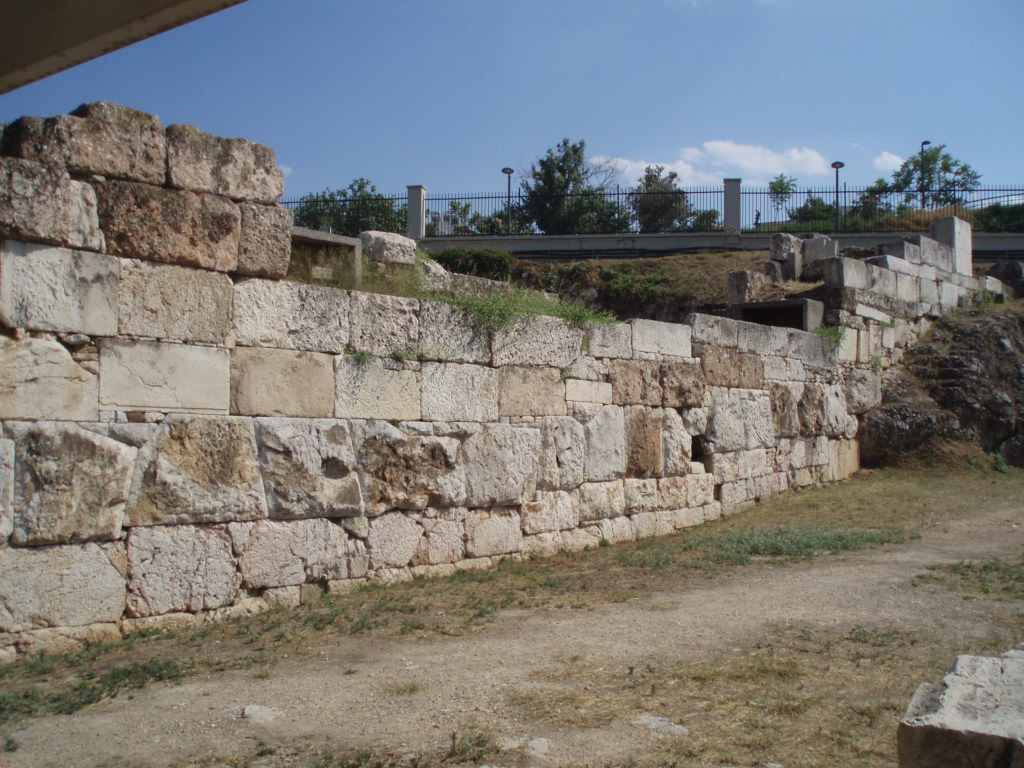
Fragmento de la muralla de Temístocles.

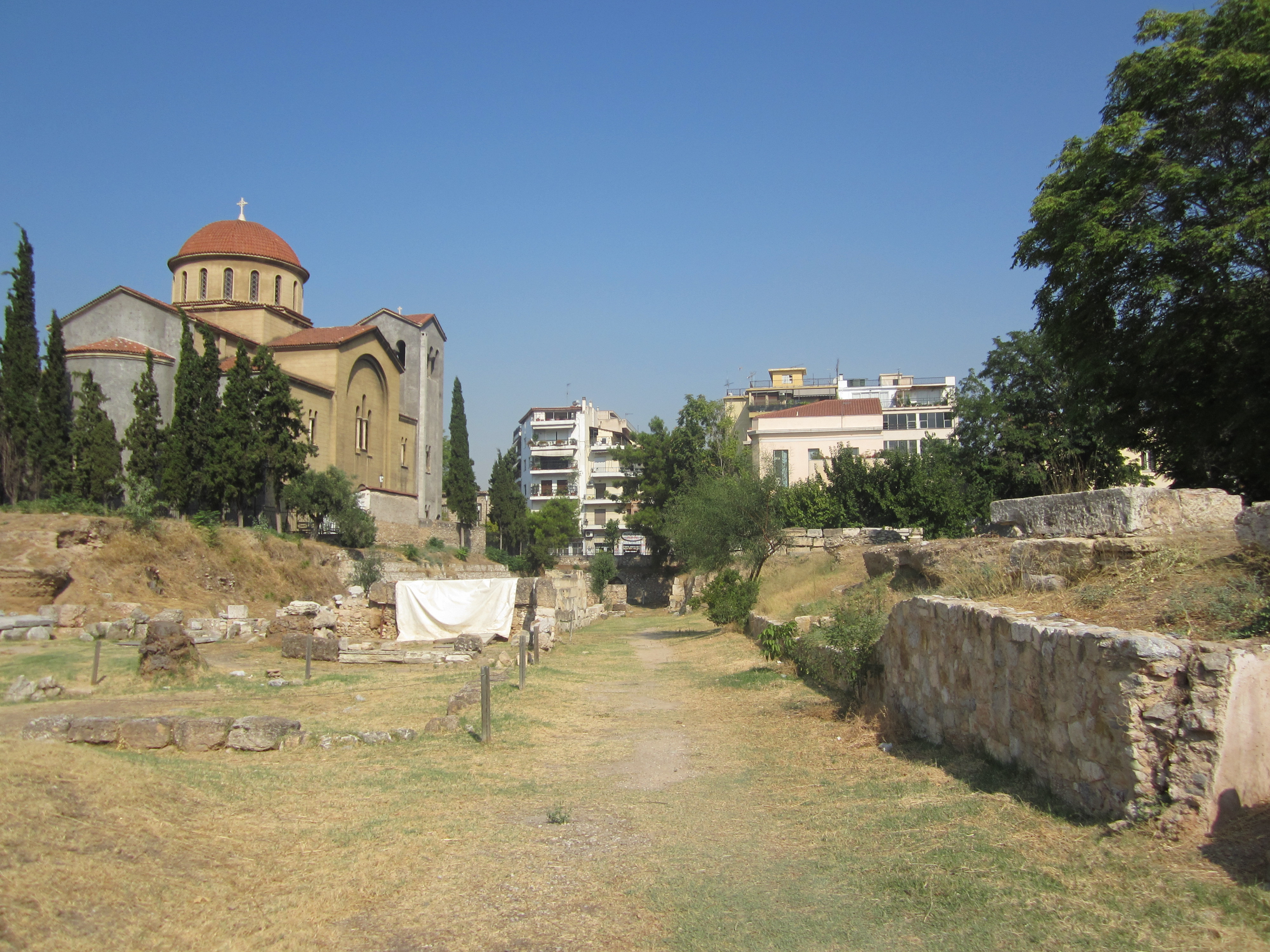
Antiguo camino del Cerámico a la Academia de Platón.

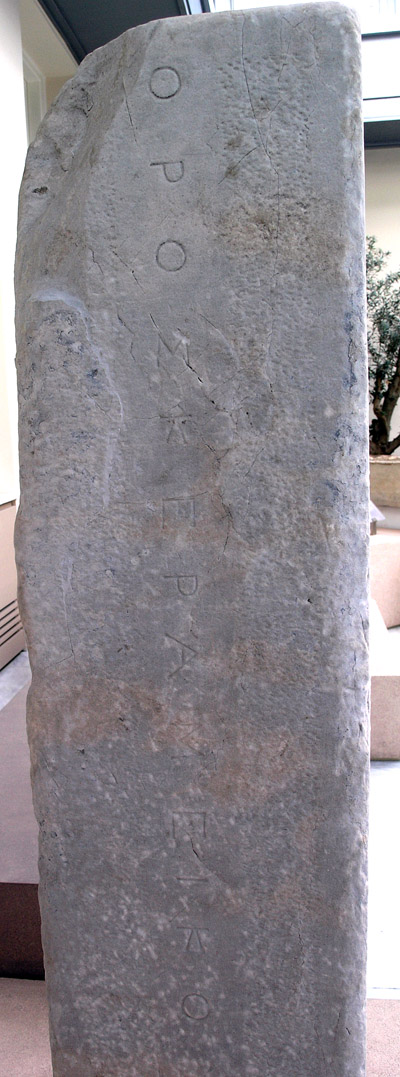
Mojón que marcaba el límite del barrio del Cerámico (OROS KERAMEIKOS).

En 478 a. C., cuando las guerras médicas estaban llegando a su fin, Temístocles decidió construir un muro alrededor del ágora, y el Cerámico fue dividido en Cerámico interior y Cerámico exterior. La parte situada fuera de la ciudad servía de cementerio a los soldados muertos por la patria. El ágora se hallaba en el Cerámico interior. Se conserva la sección del muro que atravesaba el Cerámico en dirección NS, junto con dos puertas importantes: la Puerta Sagrada y el Dípilon, la puerta más grande y más formal de Atenas.
La Puerta Sagrada era el inicio de la Vía Sacra, que conectaba Atenas con Eleusis y era recorrida por la procesión de los misterios eleusinos.
En la puerta Dípilon empezaba el camino que conducía a la Academia de Platón, situada fuera de Atenas. A lo largo del mismo estaba el Demosion Sema o Cementerio Público, el lugar de enterramiento de los atenienses notables y héroes de guerra. Es aquí donde Pericles pronunció su famoso discurso fúnebre por los muertos durante el primer año de la guerra del Peloponeso (430 a. C.)
La puerta Dípilon era también el comienzo de la Vía Panatenaica, la calle principal de Atenas, que conducía hasta la Acrópolis. Dicha vía era recorrida por la procesión de las Panateneas, cuyos preparativos tenían lugar en el interior del Pompeion. Este gran edificio, de patio peristilar y datado a finales del siglo V a. C., se hallaba detrás de la muralla, junto al Dípilon.
El Pompeion y otros edificios próximos a la Puerta Sagrada fueron arrasados por el ejército romano de Sila durante el saqueo de Atenas en 86 a. C., un episodio que Plutarco describe como un baño de sangre.
En el siglo II se construyó un almacén en el emplazameinto del Pompeion, que fue destruido por los hérulos en su invasión de 267. A fines del siglo VI, las incursiones de los ávaros y eslavos provocaron nuevas destrucciones, y el Cerámico, enterrado, cayó en el olvido.

## Excavaciones

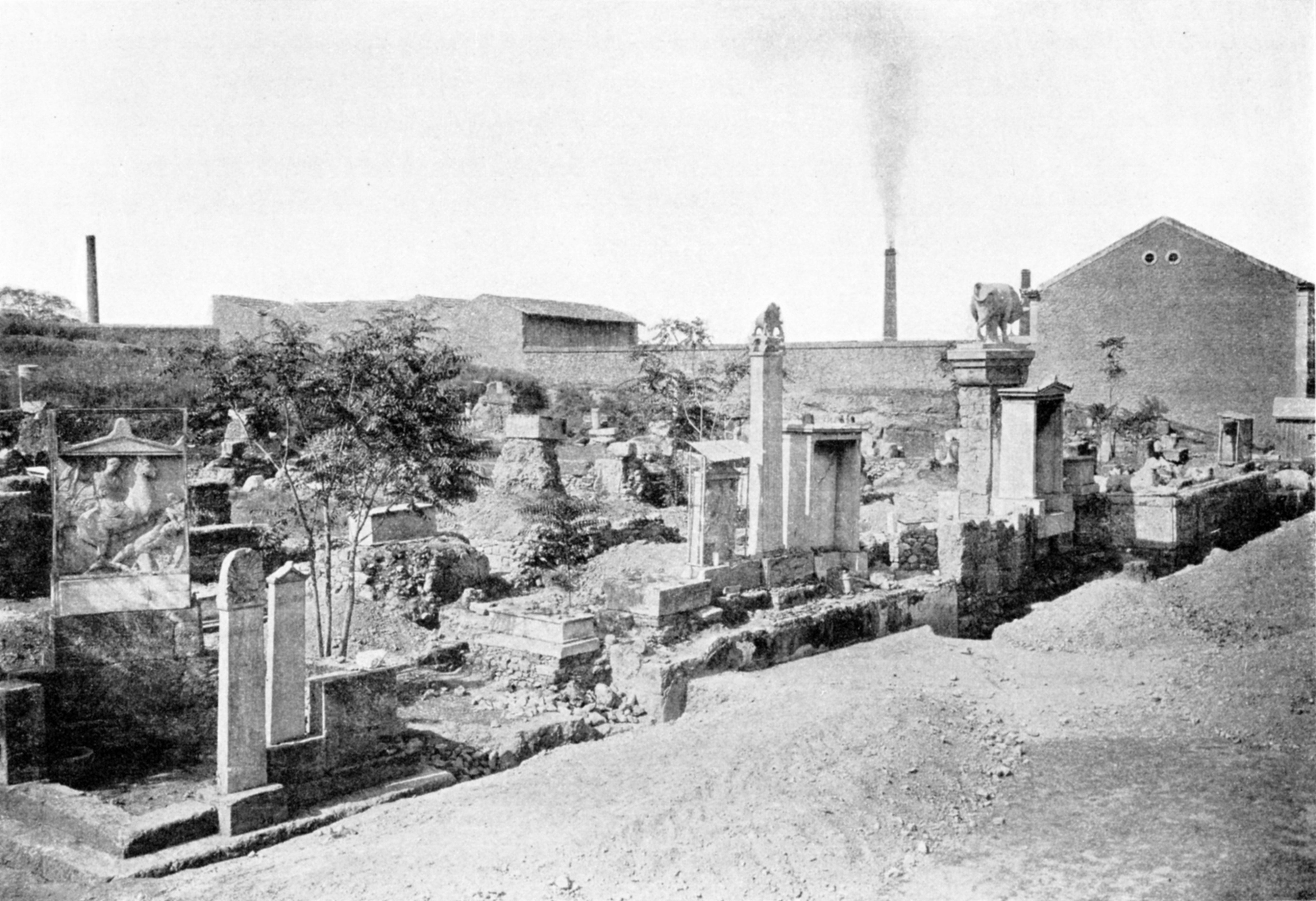
Cementerio del Ceramikos. Antes de las Excavaciones de 1909.

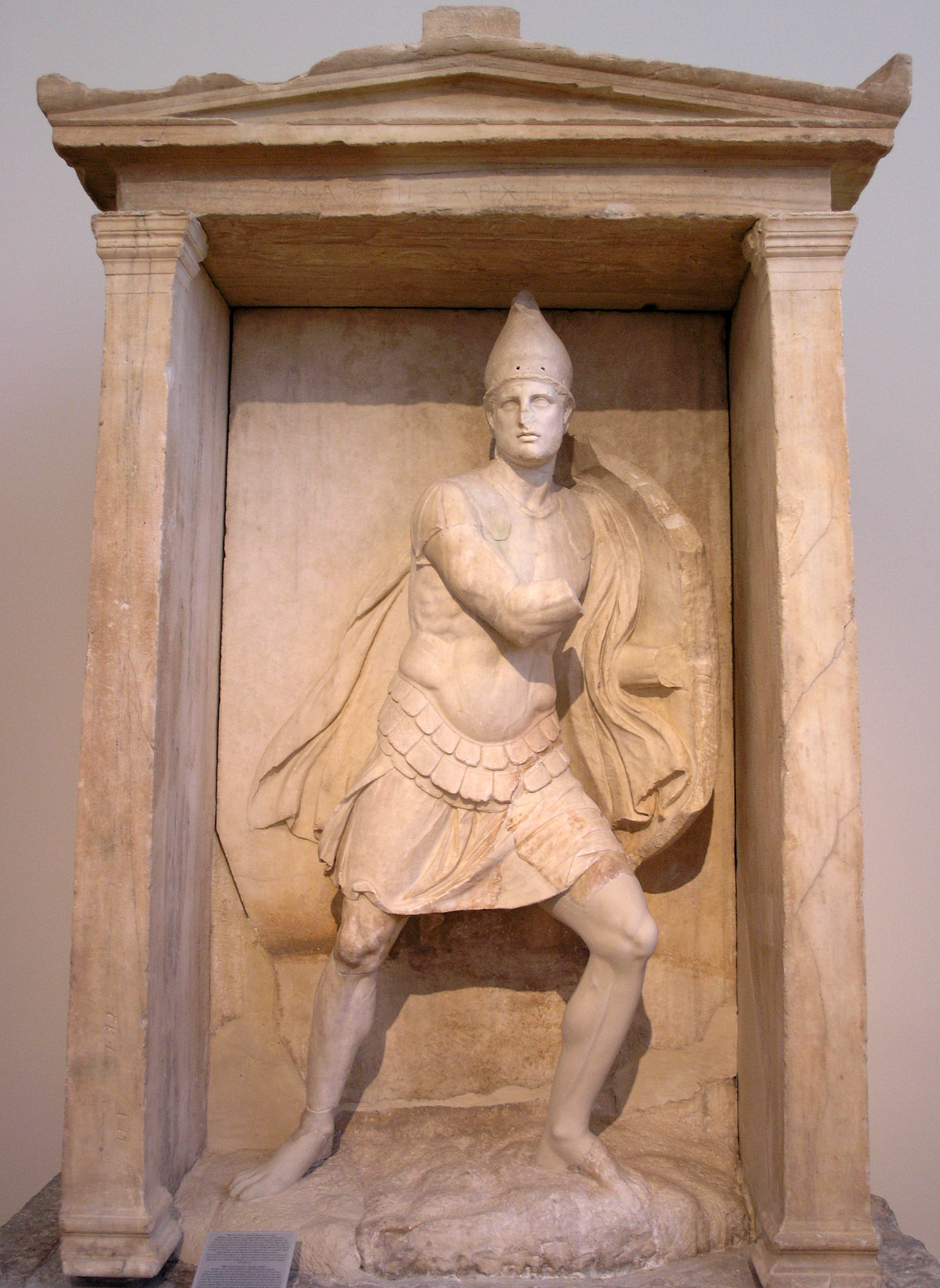
Sepulcro de tumba del Cerámico - Aristonautas como guerrero - c. 330-310 a. C. Mármol, altura 2,91 m.

En 1862 se iniciaron los trabajos de la nueva carretera que debía alcanzar El Pireo, arrancando del Cerámico exterior, durante los cuales, junto a la iglesia de la Santísima Trinidad (Hagia Triada), aparecieron piedras funerarias llenas de inscripciones. 
Los organismos competentes se hicieron cargo de ellas, y en el mismo año Pittakis publicó dos textos epigráficos, que eran básicamente nombres de difuntos. Pero por varias razones fue imposible proseguir por entonces el estudio de la zona.
Hasta que cierto día un carretero recordó que el altozano donde se hallaba la iglesia, contenía una arena muy adecuada para la construcción y, tras ponerse de acuerdo con el propietario del terreno, comenzó a extraerla.
Apenas había pasado una semana desde que se cargara el primer carro, cuando salió a la luz un bloque de mármol esculpido: la terminación en palmeta de una gran pilastra de tres metros y medio, en la que figuraban los nombres de dos hermanas y su padre; una espléndida estela funeraria de un tipo desconocido hasta entonces.
La intervención del Departamento de Antigüedades determinó que aquella pilastra era sólo una parte de una tumba familiar, y al poco tiempo se hallaron también la estela con relieves de la mujer de uno de los hermanos y zócalos de otros monumentos funerarios no conservados. En vista de lo cual, el gobierno griego adquirió aquel terreno y, poco a poco, otros adyacentes.
En 1872 las excavaciones habían proporcionado ya una enorme cantidad de materiales, y al año siguiente salió a la luz el Dípilon, lo que haría que en adelante, la ciudad de los muertos del Cerámico fuera también conocida como la necrópolis del Dípilon.
A partir de aquel momento, los trabajos prosiguieron aunque no siempre al mismo ritmo; pero concluyó el siglo sin que todavía hubiera podido determinarse la extensión de aquella necrópolis.
Fue un joven profesor alemán, A. Brückner, quien primero se dio cuenta de que procediendo sepultura a sepultura pasarían demasiados años antes de conseguir una visión comprensiva del conjunto, y por ello solicitó permiso para realizar pequeñas excavaciones exploratorias que permitieran delimitar el área. Los resultados no se hicieron esperar, y en 1909 los resumió en un libro titulado El cementerio del Erídano e ilustrado con mapas que señalaban la extensión de la necrópolis y la situación de los diversos recintos funerarios.
En 1913, el gobierno griego confió al Instituto Arqueológico Alemán de Atenas la excavación sistemática de toda la zona. Los trabajos comenzaron en 1914, dirigidos por H. Knackfuss, fueron paralizados en 1916 a causa de la Primera Guerra Mundial, y se reanudaron en 1926 con el apoyo financiero de Gustaf Oberländer, un americano de origen alemán.
A Knackfuss le sucedieron en la dirección W. Kraiker, K. Kübler, Dieter Ohly y F. Willensen, y los resultados de las excavaciones han venido publicándose en una relación anual y en una colección específica.

## Los hallazgos de la Dípilon

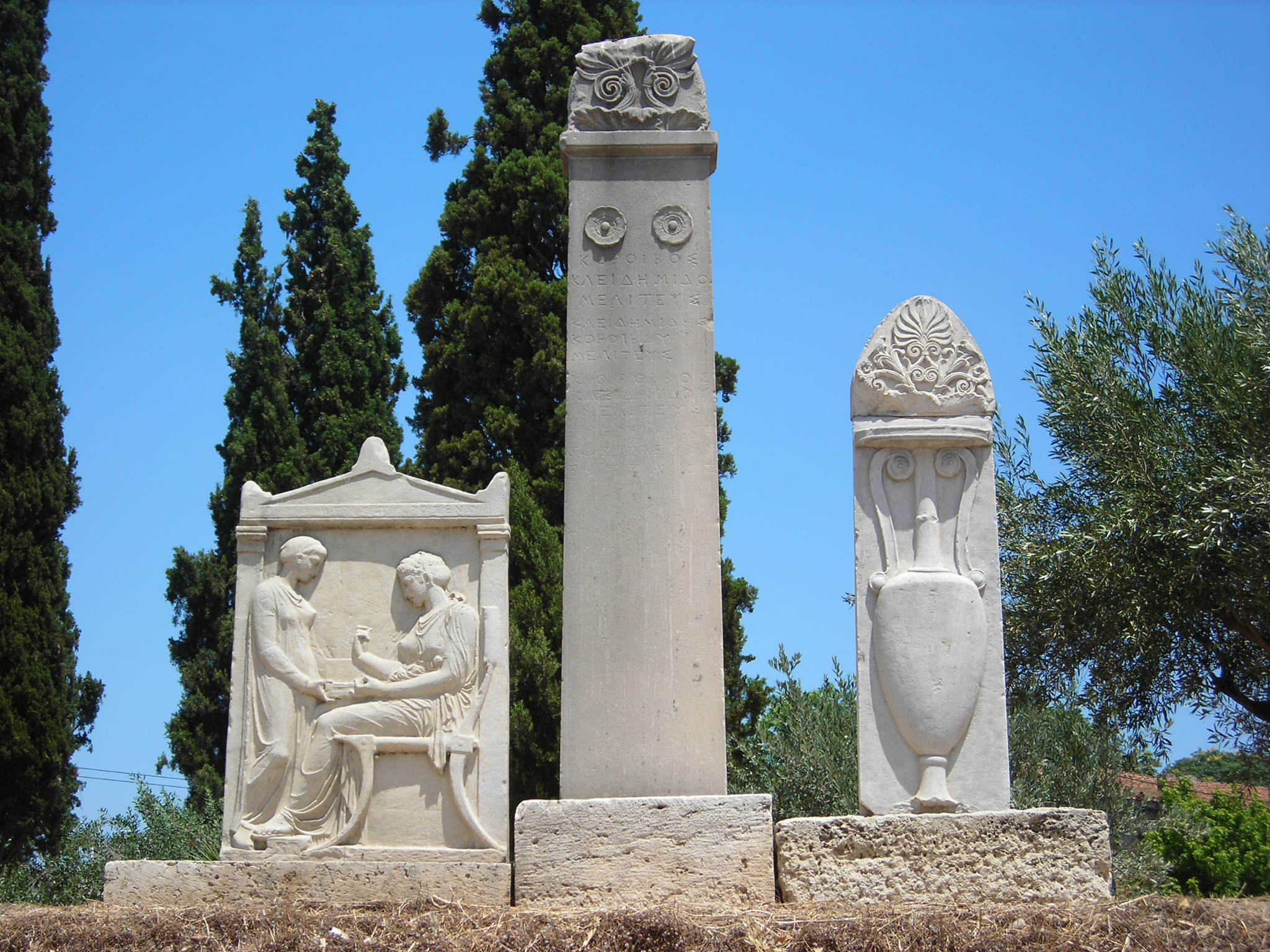
Estelas funerarias en el Cerámico (Atenas).

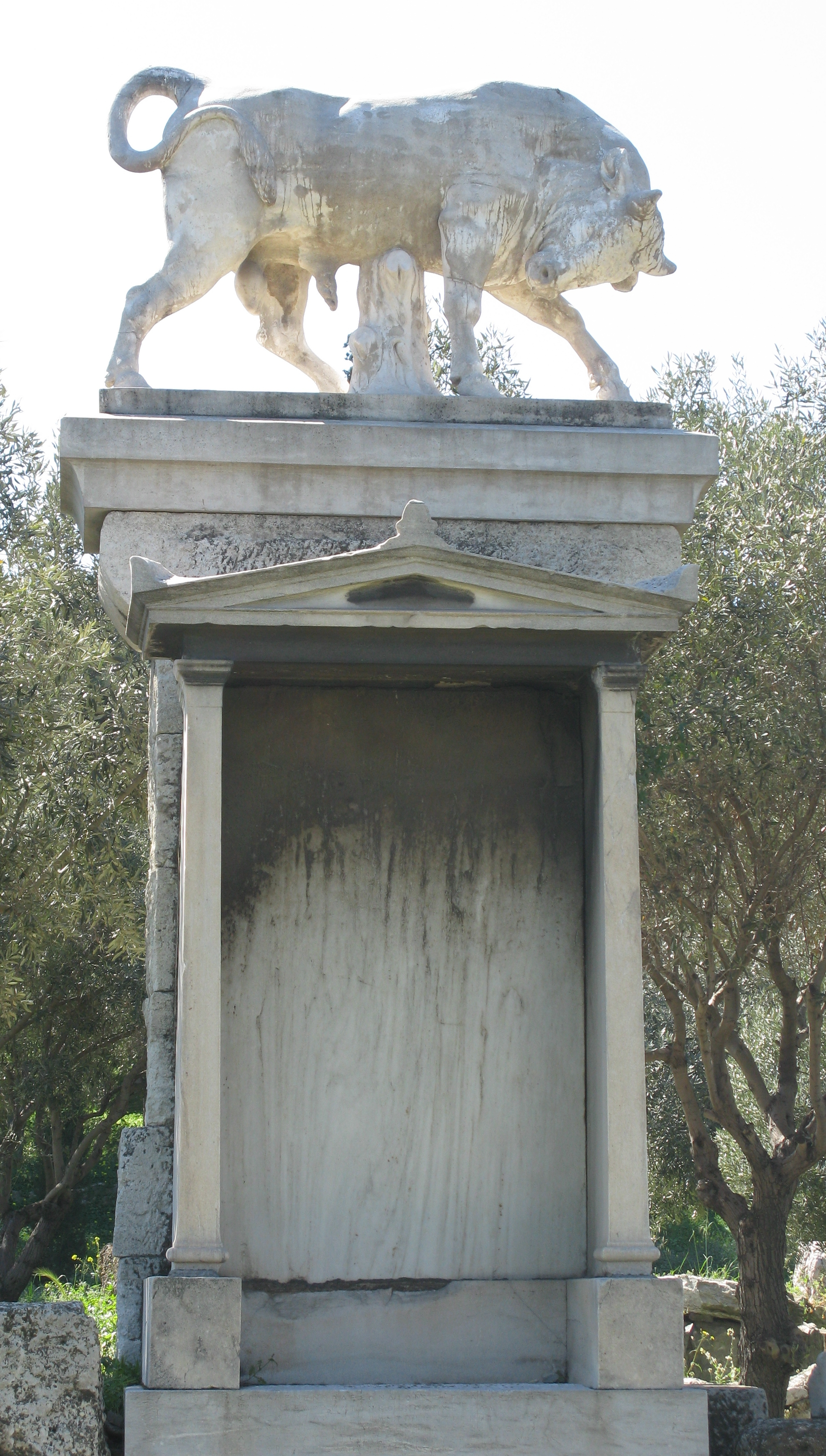
Monumento funerario en el Cerámico.

Las tribus que habitaban en torno a la Acrópolis de Atenas y en las llanuras de Ática, en el siglo XII a. C. (época submicénica) decidieron enterrar a sus difuntos en este lugar, situado en el valle del río Erídano. Durante 1500 años fue un lugar de enterramiento.
Esta necrópolis, la mayor de toda Grecia, hunde sus orígenes en el siglo XI a. C.
Da fe de que en el periodo inmediatamente posterior al micénico el rito más difundido era la inhumación en sencillas fosas rectangulares revestidas y cubiertas con losas de pizarra. Desde el 1100 a. C. (época submicénica) hasta la época clásica fue un lugar de enterramiento. Resulta particularmente valioso por la rica documentación que nos ofrece de los primeros siglos del I milenio a. C.: los siglos oscuros del Medioevo helénico.
En el aspecto artístico ha proporcionado una gran cantidad de cerámica con decoración geométrica, que define todo un largo periodo de la historia del arte griego.
El primer hallazgo de vasos geométricos tuvo lugar en 1871. Los vasos se colocaban sobre las tumbas para recoger las ofrendas rituales. Solían decorarse con densos y menudos motivos geométricos, que a partir del siglo VIII a. C. incluirían también representaciones humanas y animales. Poco más tarde adquirieron carácter monumental, alcanzando tamaños de hasta metro y medio.
En torno al siglo VII a. C. se adoptó la costumbre de realizar los enterramientos fuera de las murallas, a partir de sus puertas y en los bordes de los caminos. Hacia finales de este siglo aparecen las estelas, primero en piedra calcárea local (poros), más adelante en mármol. Van desde el tipo de pilastra, con una especie de cornisa y decorada con figuras como la esfinge, hasta la losa con escenas esculpidas y rematada con algún elemento plástico arquitectónico o con una simple palmeta.
Dos bellos ejemplares se conservan en el Museo Arqueológico del Cerámico y en el Museo Arqueológico Nacional de Atenas: la que muestra a un joven desnudo, tipo kurós, datable de mediados del siglo VI a. C., y la llamada impropiamente el Corredor del Maratón, de finales del mismo siglo. Esta última representa, más bien, a un participante de la «carrera de rodillas», según la iconografía habitual. Las piernas aparecen de perfil y el torso de frente, en tanto que la inclinación de la cabeza hacia la derecha y la flexión de los brazos hacen que la figura ocupe armoniosamente todo el espacio de la losa.
Junto a las estelas aparecen figuras exentas, kuroí funerarios. Un admirable ejemplo es el llamado Kurós del Dípilon (de hacia el 600 a. C.), del que sólo se han conservado una mano y la cabeza (Museo Arqueológico Nacional de Atenas).

## Los hallazgos de la Puerta sagrada

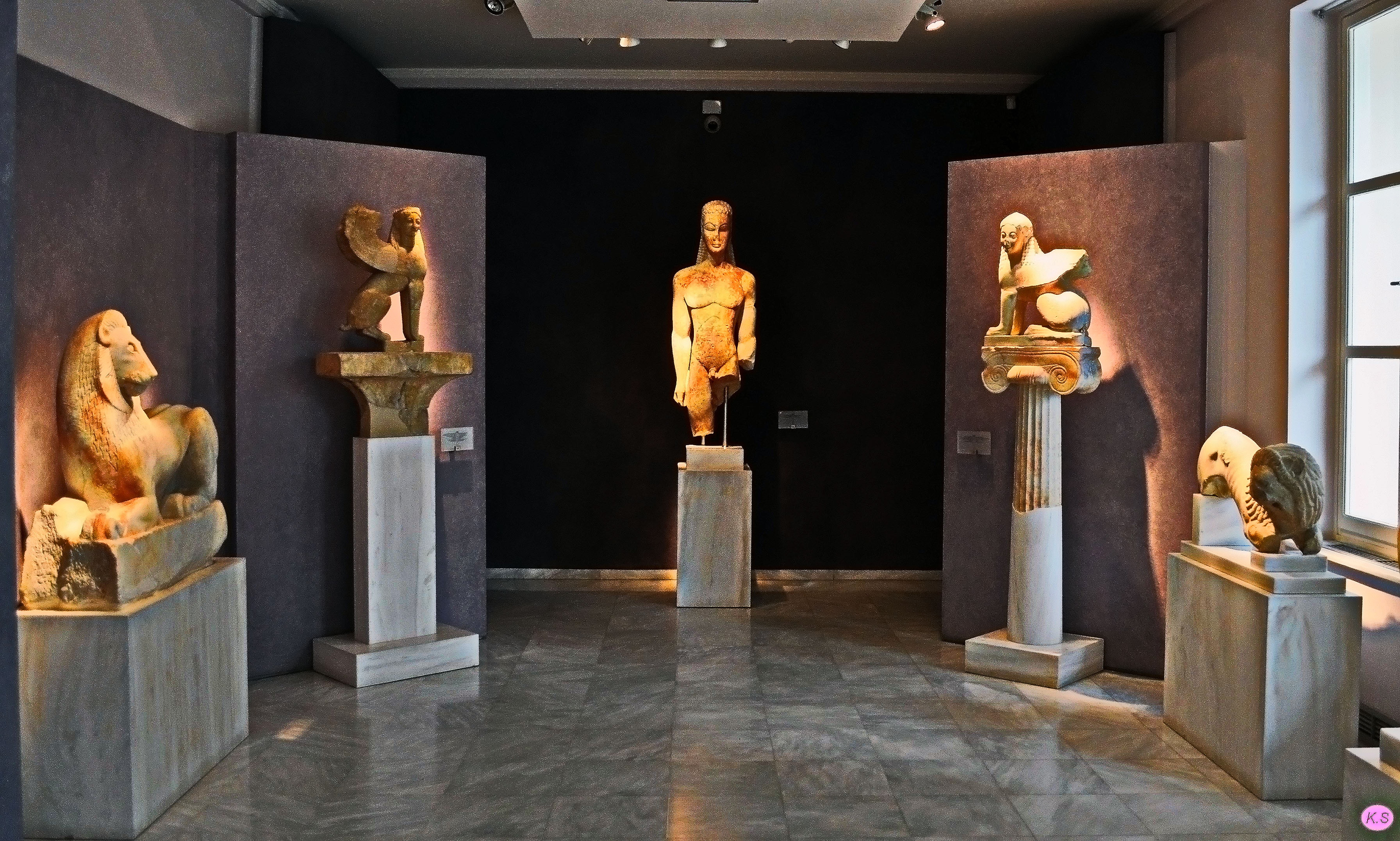
Sacred Gate 2002.

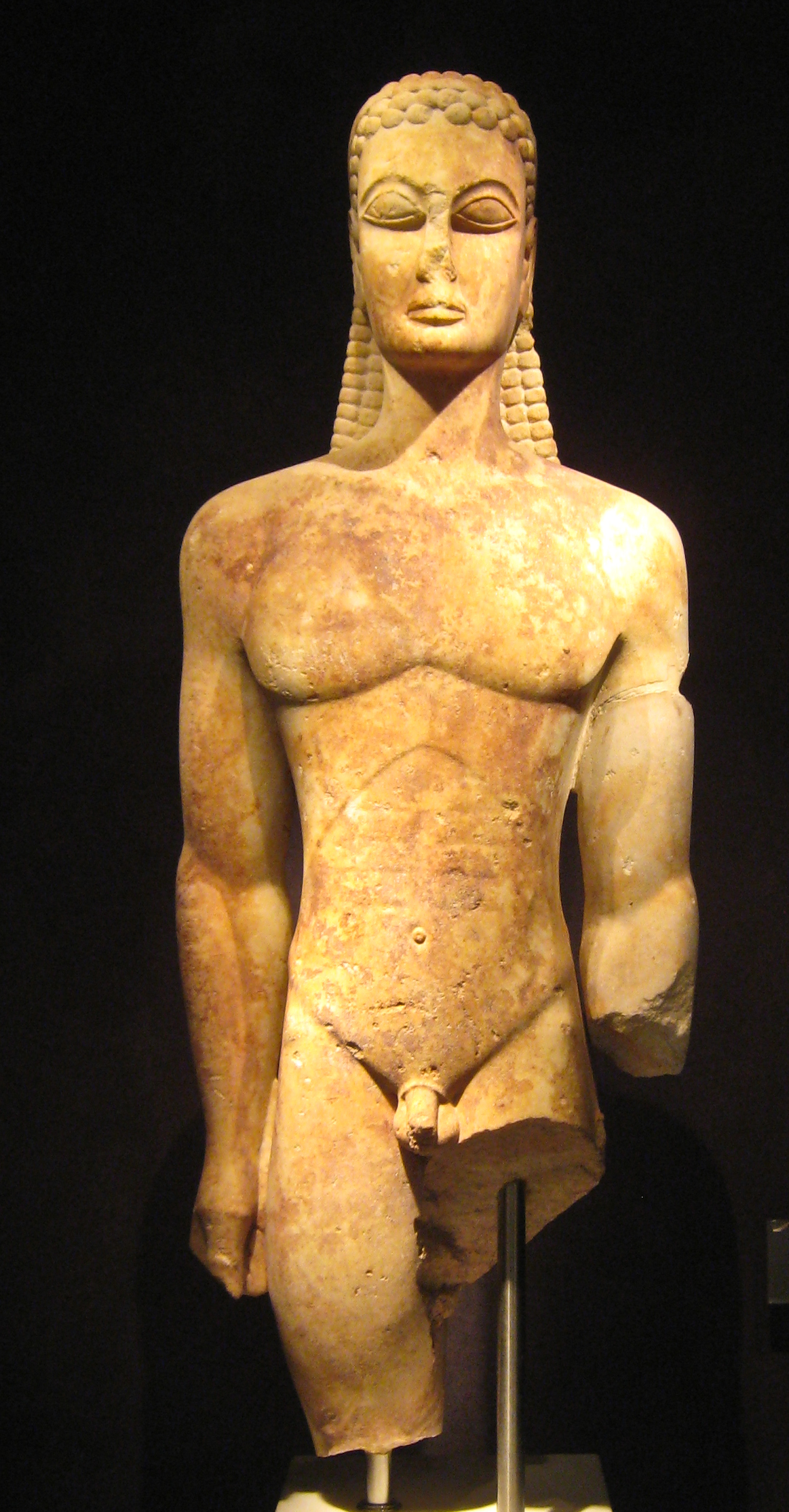
Kouros 2002.

En 2002 fueron halladas esculturas de tipo arcaico, bajo la Puerta Sacra. Se destaca el casi completo Kourós de la Puerta Sacra circa 600 a. C.. Se hallaron en su cercanía dos leones hechos de mármol, fragmentos de pilares y una esfinge.

## El cementerio antiguo

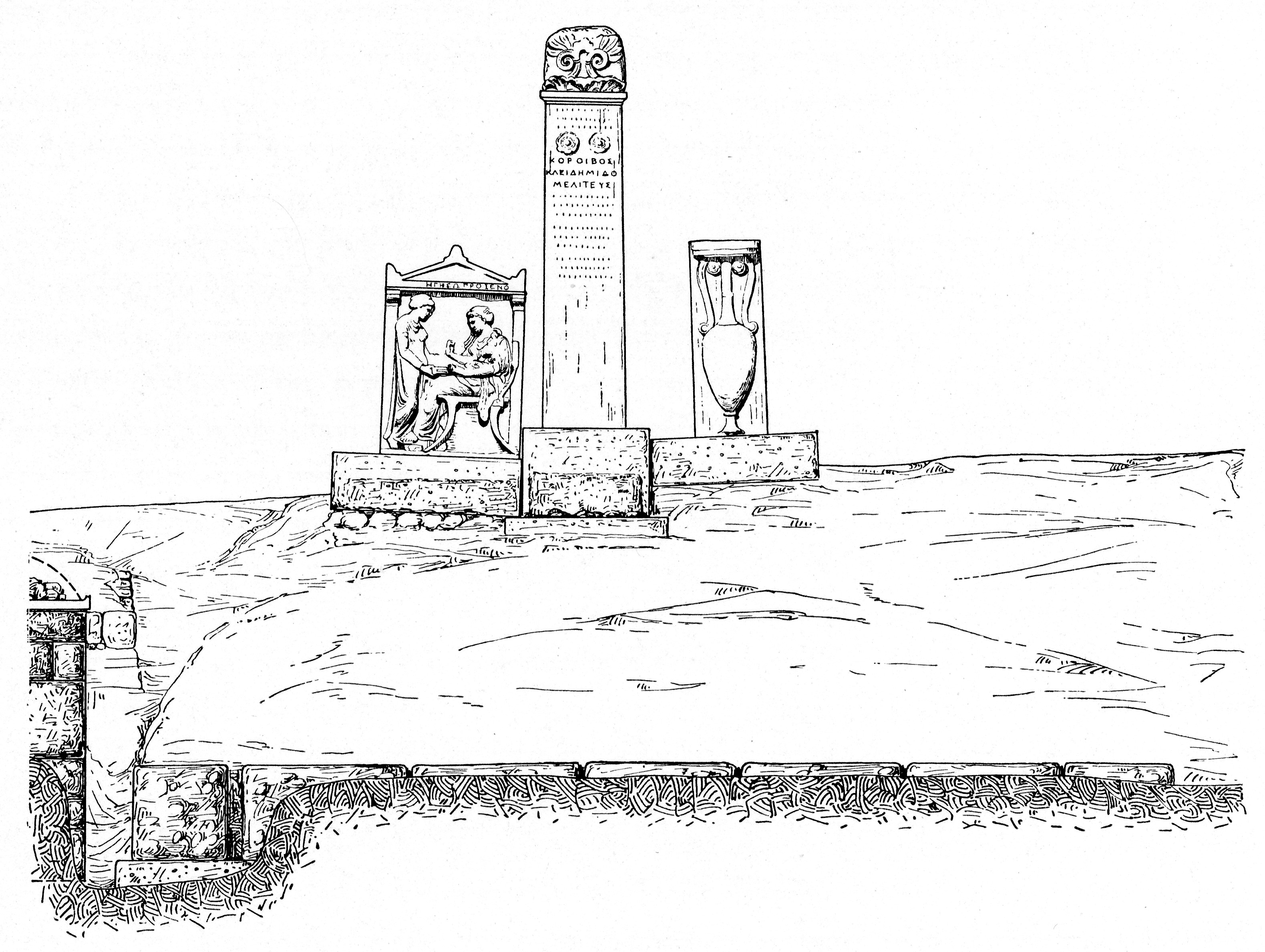
Estelas del cementerio Cerámico. (1909).

A partir del siglo VI a. C. se construyeron monumentos fuenerarios más perennes, con mampostería de grandes piedras labradas y esculpidas, que constituyen túmulos amurallados. Asimismo se erigieron pequeñas construcciones rectangulares. Encima de estas tumbas arcaicas, se erigían estelas de pilastras o pilares cuadrados o simples lajas de piedra. Hacia finales de este siglo las estelas eran de piedra calcárea local (poros), más adelante en mármol. Van desde el tipo de pilastra, con una especie de cornisa y decorada con figuras como la esfinge, totos, etc., hasta la losa con escenas esculpidas y rematada con algún elemento plástico arquitectónico o con una simple palmeta, u otros elementos vegetales, grecas, volutas, e incluso por estatuas o grupos escultóricos. En ellas se representaban al difunto y familiares despidiéndose del mismo, en bajorrelieve o con la escena pintada. En ocasiones en lugar de estelas se levantaban estatuas con el retrato del finado, a pie o a caballo. La parte inferior de las estelas o de las estatuas era ocupada por inscripciones, aunque no siempre, pues también la base en lugar de un epigrama tenía pinturas o bajorrelieves.
Una fosa de plaga y aproximadamente 1000 tumbas de los siglos V y IV a. C. fueron descubiertas durante las excavaciones de una estación de metro justo fuera del cementerio. Tucídides describe el pánico causado por la plaga, posiblemente una epidemia de fiebre tifoidea que golpeó la ciudad de Atenas, asediada en 430 a. C., durando dos años y matando a un tercio de la población. Escribió que los cuerpos fueron abandonados en templos y calles, para ser recogidos posteriormente y enterrados apresuradamente. La enfermedad reapareció en el invierno de 427 a. C. La arqueóloga griega Efi Baziotopoulou - Valavani, que excavó el sitio, ha datado la tumba entre 430 y 426 a. C.

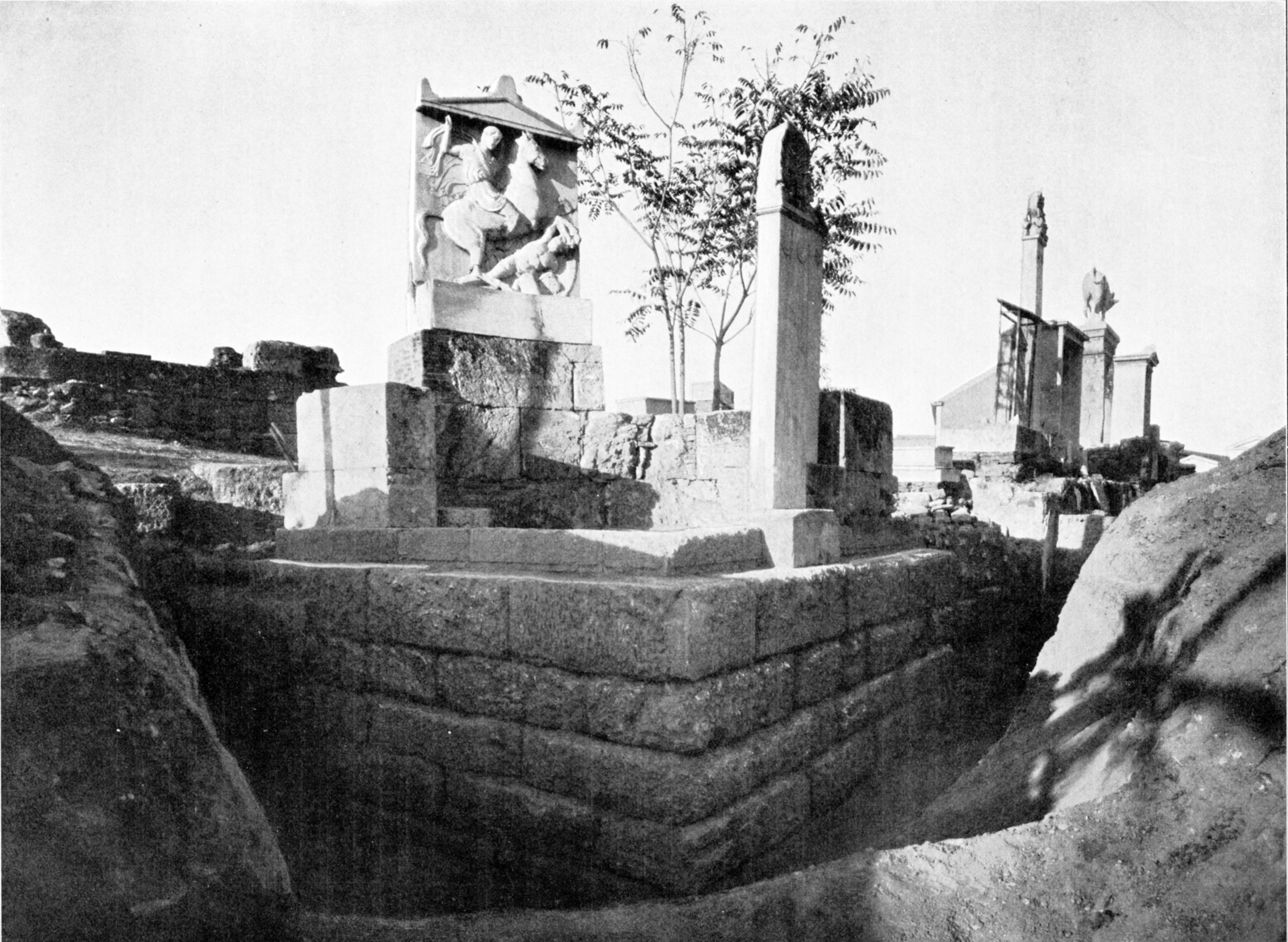
Cementerio del Ceramikos, monumento de Dexyleos 394 a.c. (excavado hasta su base en 1909).

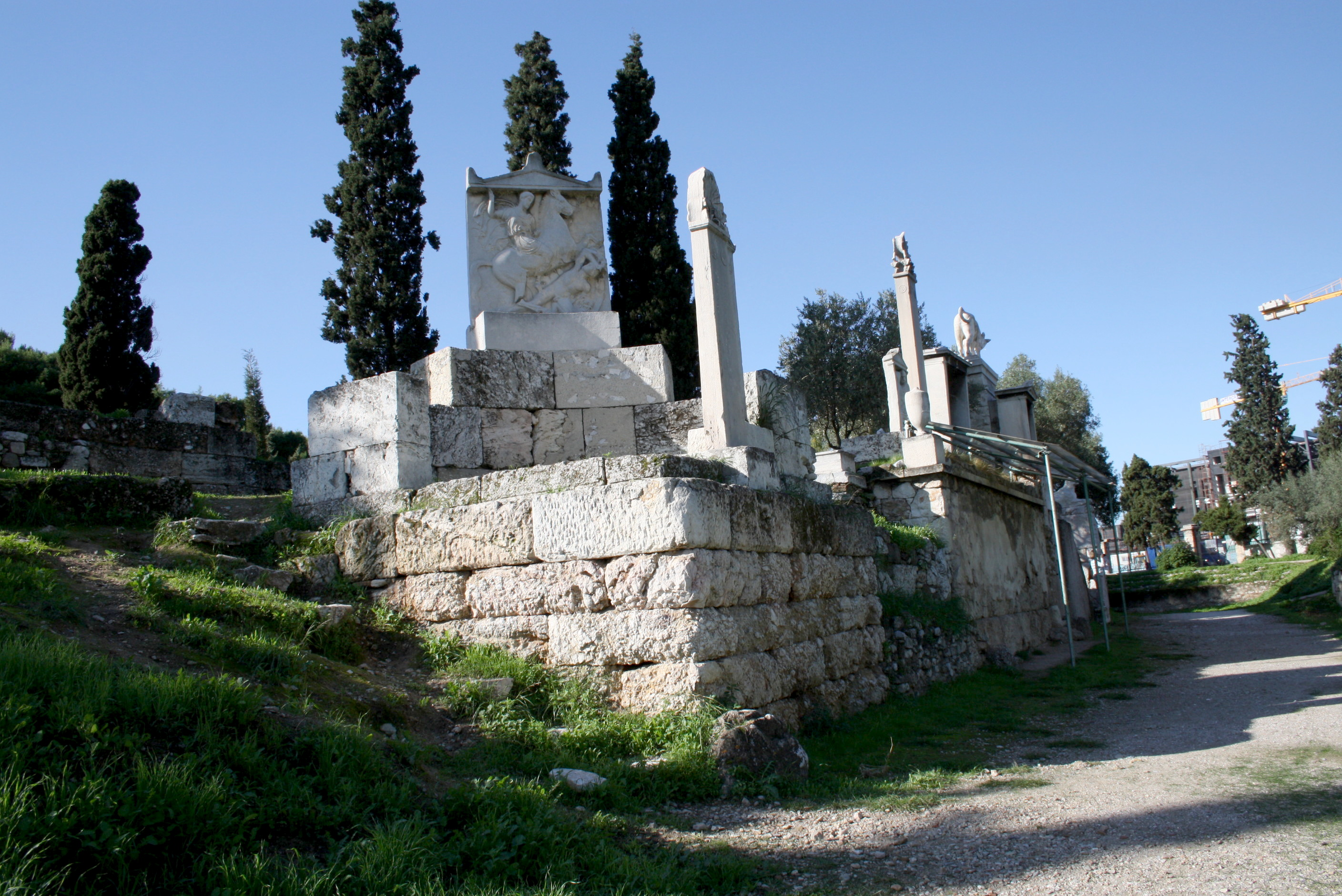
Cerámico monumento de Dexyleos, (en 2008).

En donde se han hallado monumentos datados en la época clásica tardía, no quedan vestigios de aquellos monumentos arcaicos dentro de su emplazamiento original, ya que sucesivas etapas de enterramiento removieron en el pasado la zona excavada. Por otra parte, muchas de dichas tumbas fueron destruidas por los persas durante los dos asedios a los que sometieron a Atenas en el 480-479 a. C. Lo que pudo permanecer en pie fue aprovechado durante el gobierno de Temístocles como material para construir el recinto amurallado de la ciudad hacia el 479 a. C., según lo describe Tucídides. En las torres y en los lienzos de murallas es donde se han hallado la mayoría de las esculturas, fragmentos arquitectónicos, estelas y losas votivas de aquellas sepulturas de la época arcaica.
En el siglo VI a. C. se reguló mediante ley la limitación en la suntuosidad en la construcción de las tumbas privadas. Revisada la norma en el siglo V a. C., después debió quedar de facto sin efecto como atestiguan los materiales lujosos encontrados en los monumentos funerarios.
Los bloques grandes de cantería de los monumentos fueron utilizados como material de fortificación tras la victoria del rey macedonio Filipo II en Queronea.
Entre los materiales de relleno utilizados apareció en 1932 la base de una estatua, tres de cuyos lados estaban decorados con relieves representando escenas de la vida cotidiana: un juego de pelota entre seis efebos, dos atletas luchando en presencia de otros dos y una curiosa riña entre un perro y un gato retenidos mediante correas por dos personajes sentados. Los relieves tienen notable interés por el estudio anatómico de los cuerpos, por el intento más o menos logrado, de representar figuras en escorzo y por el tratamiento decorativo de cabelleras y ropas.
A partir de año 338 a. C., al igual que los demás monumentos públicos, el Cerámico fue despojado de muchos de los materiales de sus monumentos para la construcción de nuevos edificios. En torno a esta fecha, la parte que pertenecía al Cerámico exterior sirvió de vertedero público a los atenienses, con lo que los restos que aún quedaban fueron cubiertos por materiales de desecho.